# Ptyssiglottis undulata
Ptyssiglottis undulata är en akantusväxtart som först beskrevs av Elmer Drew Merrill, och fick sitt nu gällande namn av B. Hansen. Ptyssiglottis undulata ingår i släktet Ptyssiglottis och familjen akantusväxter. Inga underarter finns listade i Catalogue of Life.